# Navistar International
Americká firma Navistar International se zabývá výrobou užitkových vozidel, dieselových motorů, školních a komerčních autobusů. Dále nabízí vozidla pick-up, SUV, podvozky pro karavany a další produkty.

## Historie
Firma vznikla v roce 1902 jako International Harvester Company sloučením McCormick Harvesting Machine Company a Deering Harvester Company. Dnes působí ve více než 90 zemích světa. Sídlí v městečku Lislie v Illinois poblíž Chicaga v USA, kde zaměstnává kolem 4 000 zaměstnanců.
Mezi hlavní značky patří International vyrábějící užitková vozidla od pick-upů až po velké trucky, výrobci autobusů IC Bus a AmTran a Navistar zabývající se např. výrobou motorů či vojenských automobilů. Holding také spolupracuje s některými dalšími automobilkami – mezi nejdůležitější patří americký Ford (model Ford F-650 a F-750), indická Mahindra&Mahindra (vojenské aplikace na terénních vozidlech Mahindra) a česká Tatra (těžká armádní vozidla ve spolupráci s Navistar).
Mezi nejdůležitější zákazníky patří americká armáda, která dala podnět k vývoji např. vozidel International MaxxPro, která jsou odolná proti minám. Tato vozidla by měla postupně částečně nahrazovat terénní vozy HMMWV, známá jako Humvee. Americká armáda těchto vozidel objednala 2900 kusů v roce 2005. Dalších 7000 pak přiobjednala o tři roky později. Dostaly se však i k dalším armádám – např. Maďarsko, Polsko, Rumunsko a další.

## Galerie

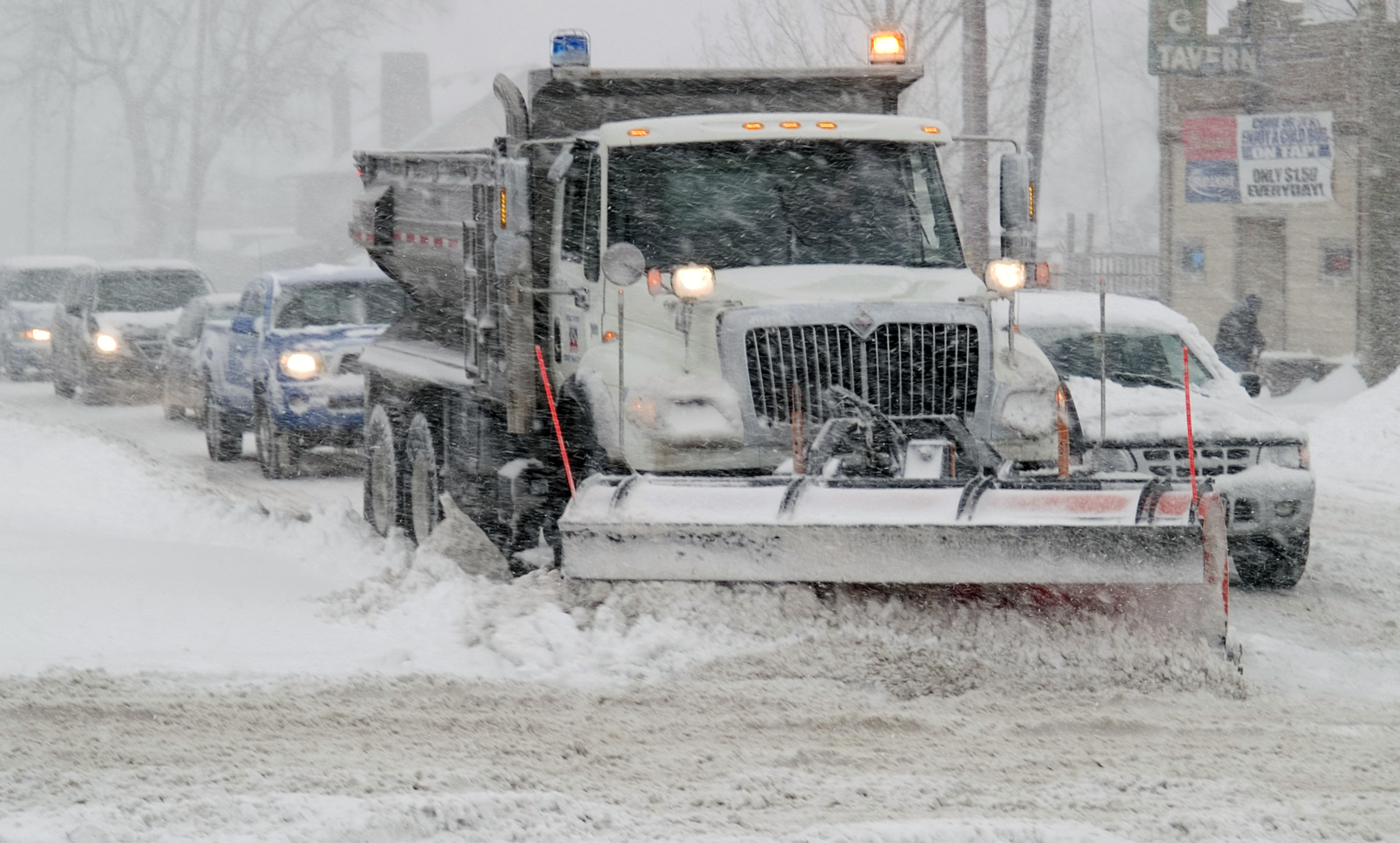
Jedna z typických aplikací trucků značky International
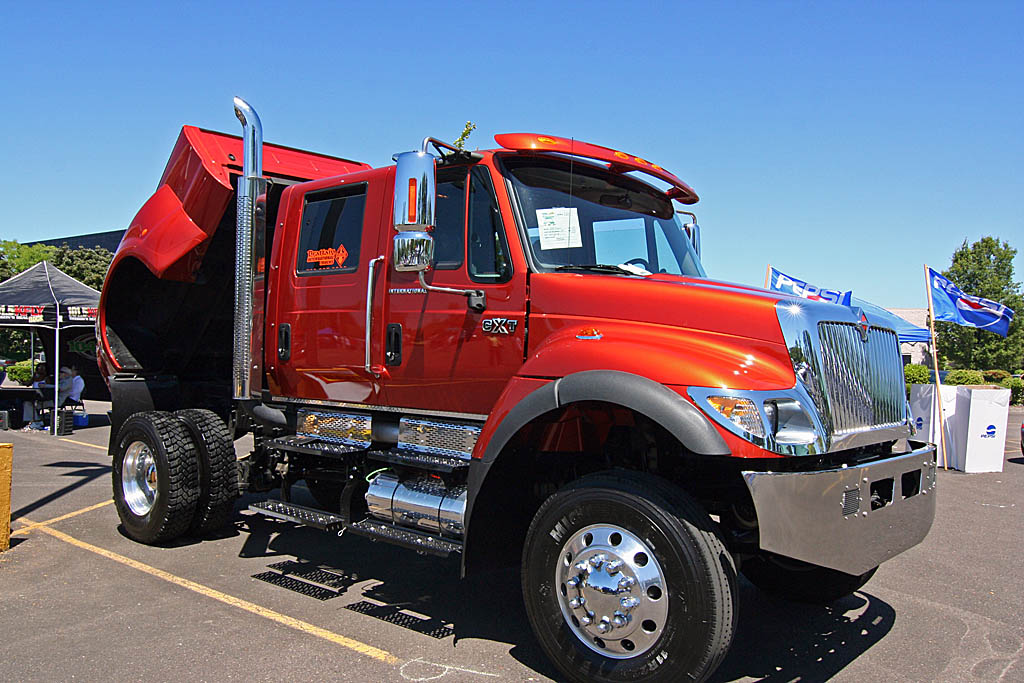
CXT
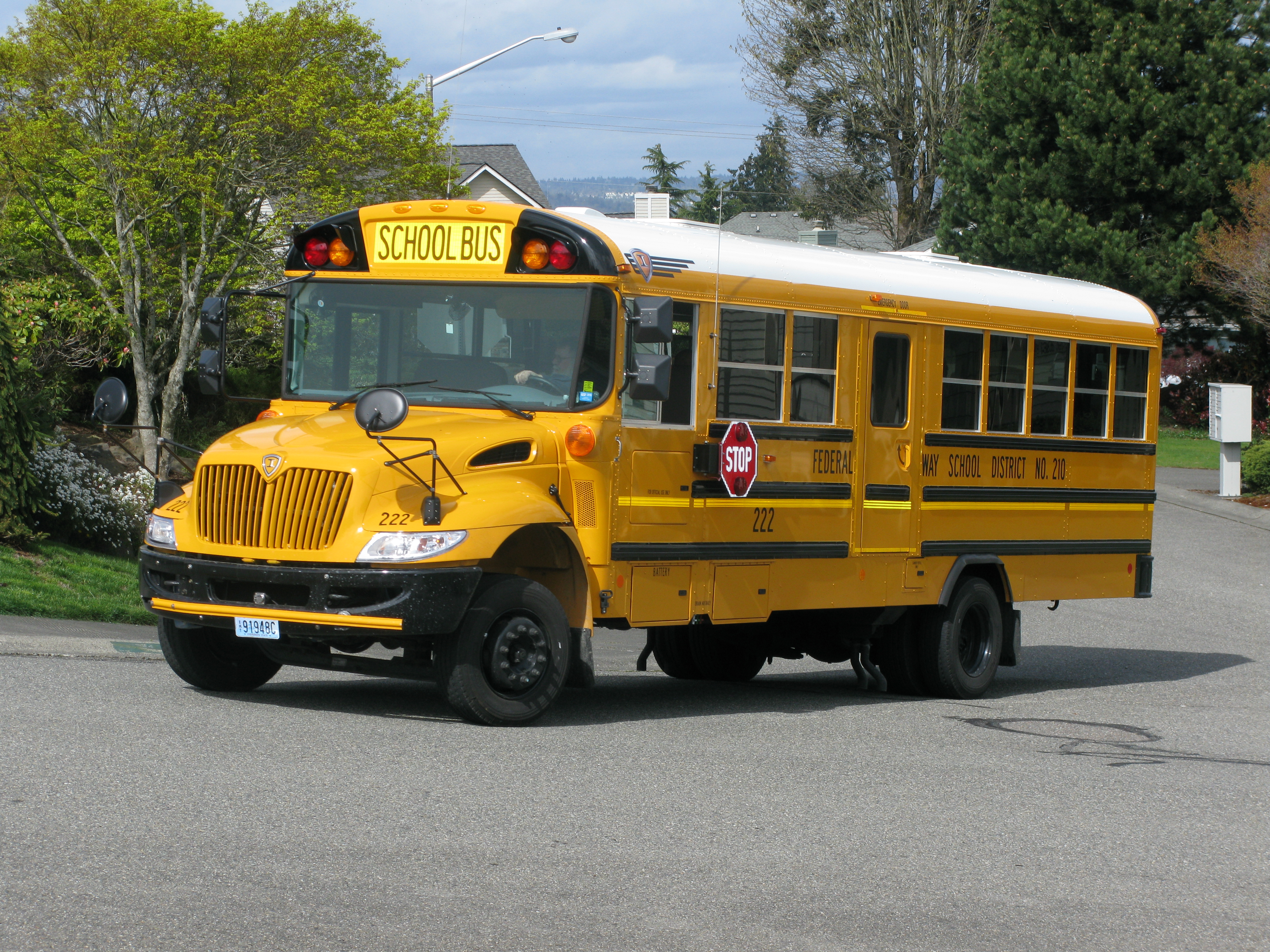
Školní autobus IC BE
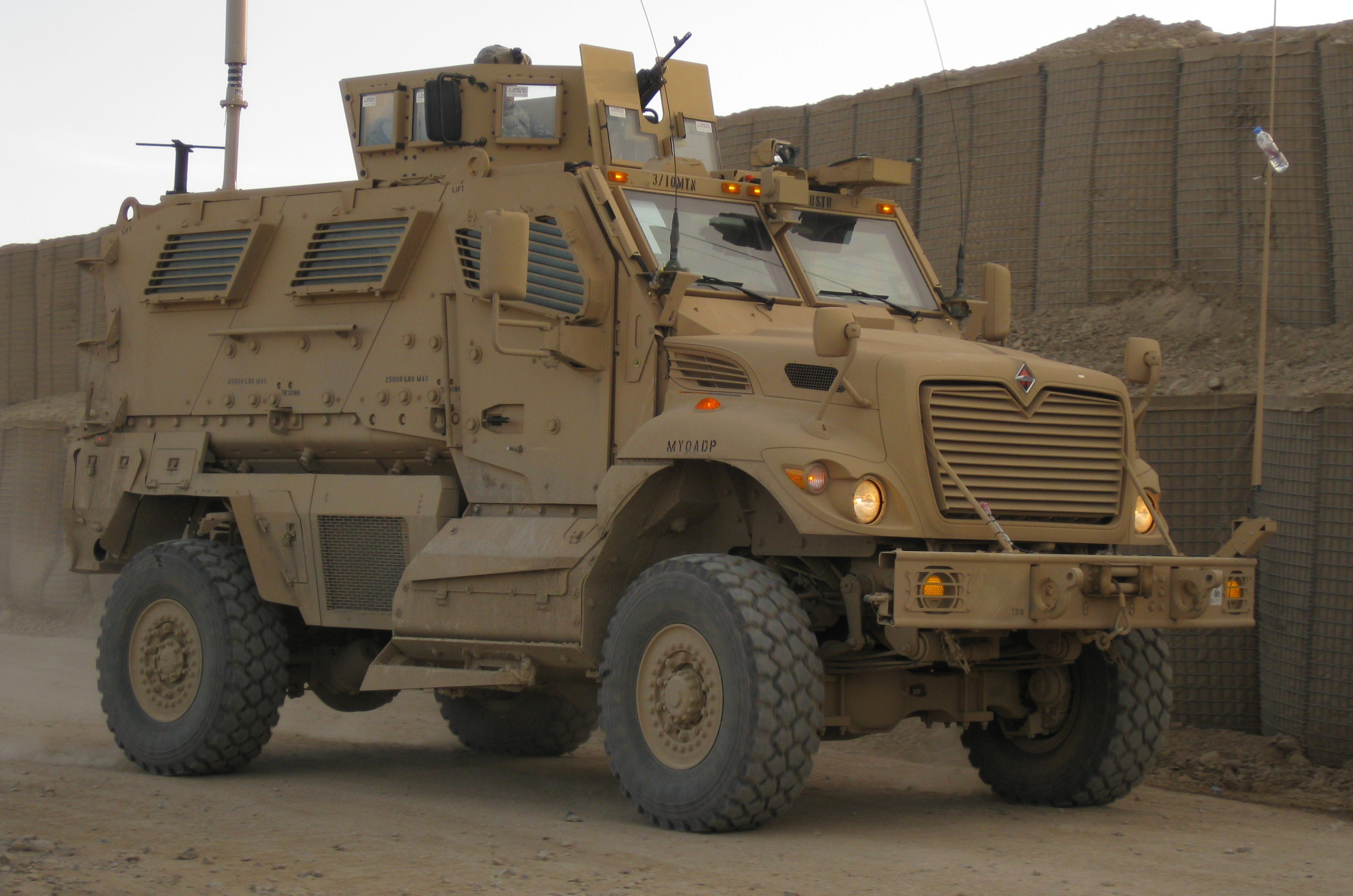
MaxxPro MRAP